# Обербеза
Обербеза (нім. Oberbösa) — громада в Німеччині, розташована в землі Тюрингія. Входить до складу району Киффгойзер. Складова частина об'єднання громад Гройсен.
Площа — 11,00 км2. Населення становить 312 ос. (станом на 31 грудня 2021).